# Schopperten
Schopperten település Franciaországban, Bas-Rhin megyében. Lakosainak száma 412 fő (2022. január 1.). Schopperten Harskirchen, Keskastel és Sarre-Union községekkel határos.

## Népesség
A település népessége az elmúlt években az alábbi módon változott:
| Lakosok száma | 427  | 433  | 446  | 445  | 448  | 450  | 438  | 425  | 412  |
|               | 2013 | 2015 | 2016 | 2017 | 2018 | 2019 | 2020 | 2021 | 2022 |